# Ocupația Japoniei
La sfârșitul celui de-al Doilea Război Mondial, Japonia a fost ocupată militar de Puterile Aliate conduse de Statele Unite. Acesta a fost prima dată de la unificarea Japoniei când națiunea insulară a fost ocupată de o putere străină. Prin tratatul de pace de la San Francisco, semnat pe 8 septembrie 1951, Japonia și-a recâștigat independența.

## Capitularea

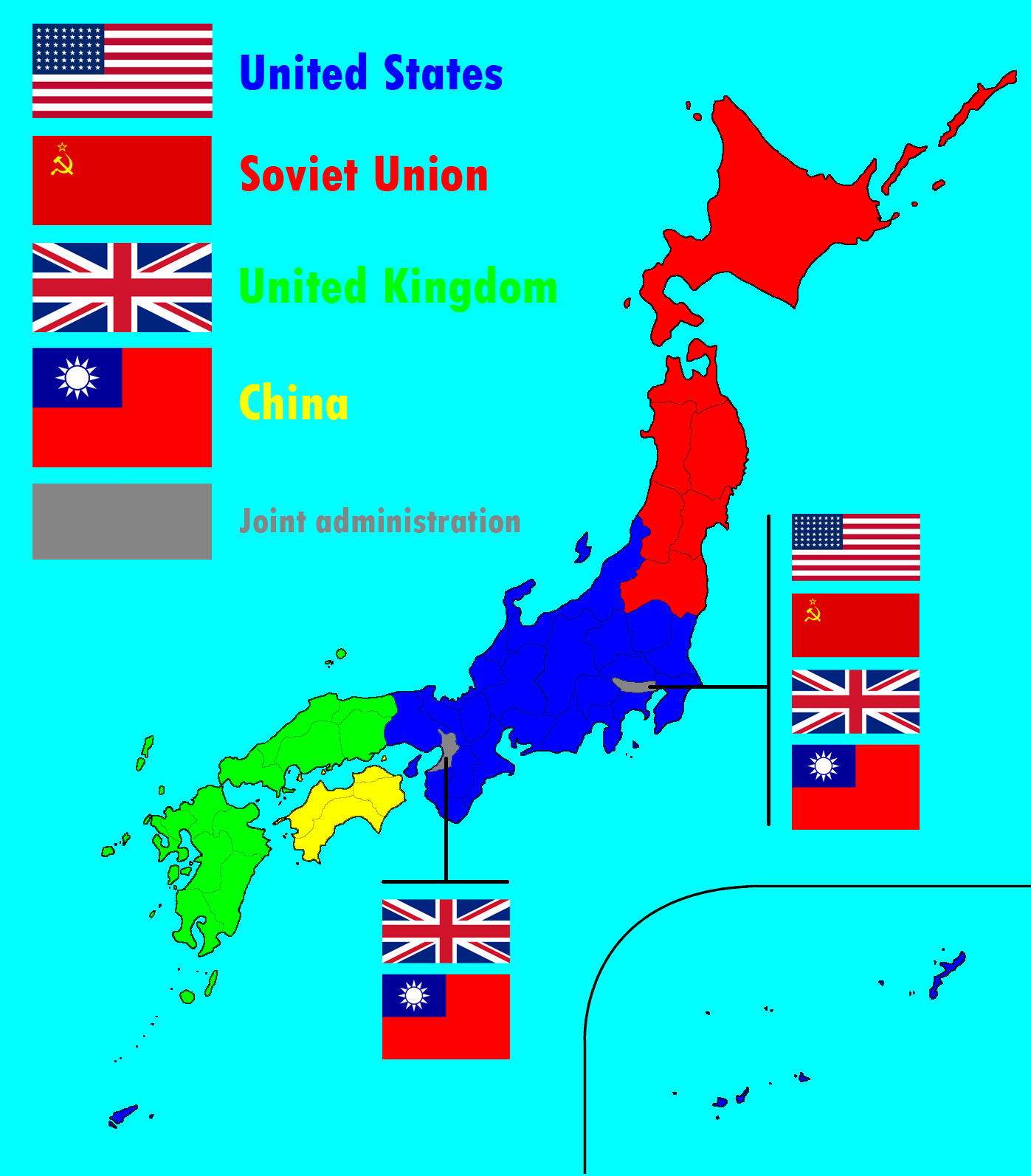
Una dintre propunerile de împărțire a Japoniei în zone de ocupație. Pentru mai multe vedeți și: următoarea imagine

Japonia a capitulat în fața aliaților pe 14 august 1945, când împăratul Hirohito a acceptat condițiile Declarației de la Potsdam. În ziua următoare, Hirohito a anunțat la radio capitularea Japoniei. Această zi este celebrată ca „ziua victoriei împotriva Japoniei” și a marcat încheierea luptelor celui de-al Doilea Război Mondial și începutul unei lungi perioade de reconstrucție pentru țară.
Uniunea Sovietică devenea responsabilă pentru Coreea de Nord, Sahalin și Insulele Kurile, în timp ce forțele Statelor Unite și ale Commonwealthului Britanic erau responsabile pentru Coreea de Sud și restul posesiunilor japoneze din Oceania. Republica China a primit controlul asupra Taiwanului și a insulelor Pescadore. Au fost înființate „Comisia pentru Orientul Îndepărtat” și „Comisia Aliată de Control pentru Japonia” însărcinate cu supravegherea ocupației militare a Japoniei.Aceste două comisii iau nastere după Conferința de la Moscova din decembrie 1945 ținută între miniștrii de externe ai celor Trei Mari Puteri. Comisia pentru Extremul Orient avea un rol consulatitv, restrâns, având sarcina de a formula politica in privința Japoniei. Politica Statelor Unite referitoare la Japonia fusese formulată într-un document din 29 august 1945, pregătit în comun de Departamentul de Stat, Departamentul de Război și Departamentul Marinei și aprobat la 6 septembrie de către președintele Truman.Cea de-a doua entitate, Consiliul aliat pentru Japonia avea sediul al Tokio si era prezidată de generalul MacArthur și mai cuprindea alți membri, un sovietic, un chinez și un reprezentant comun pentru Australia, Noua Zeelanda, India și Regatul Unit. Obiecticul acestei entități era acela de a asista comandamentul suprem în aplicarea condițiilor de capitulare, ocupația și controlul Japoniei. Era precizat foarte clar faptul ca deciziile vor fi luate de către comandantul suprem, care era singura autoritate executivă a Puterilor Aliate în Japonia, lăsând astfel Moscova fara nici o putere in Japonia cucerită. Pe 15 august, președintele american Harry Truman l-a numit pe generalul Douglas MacArthur în funcția de Comandant Suprem al Puterilor Aliate, însărciant cu supervizarea ocupației Japoniei. Oficialii japonezi s-au deplasat la Manila pe 19 august, ca să se întâlnească cu MacArthur și să ia la cunoștință planurile generalului pentru perioada de ocupație. Pe 28 august, 150 de militari ai SUA au zburat la Atsugi, Prefectura Kanagawa. A urmat deplasarea unei forțe navale în frunte cu cuirasatului USS Missouri, care a debarcat militarii Diviziei a 4-a de infanterie marină SUA pe coasta de sud a Prefecturii Kanagawa. Au urmat mai multe alte deplasări de forțe aliate.
MacArthur a sosit la Tokio pe 30 august și a dat mai multe ordine severe prin care interzicea orice abuz al personalului aliat împotriva civililor niponi și oprea orice rechiziție de alimente.

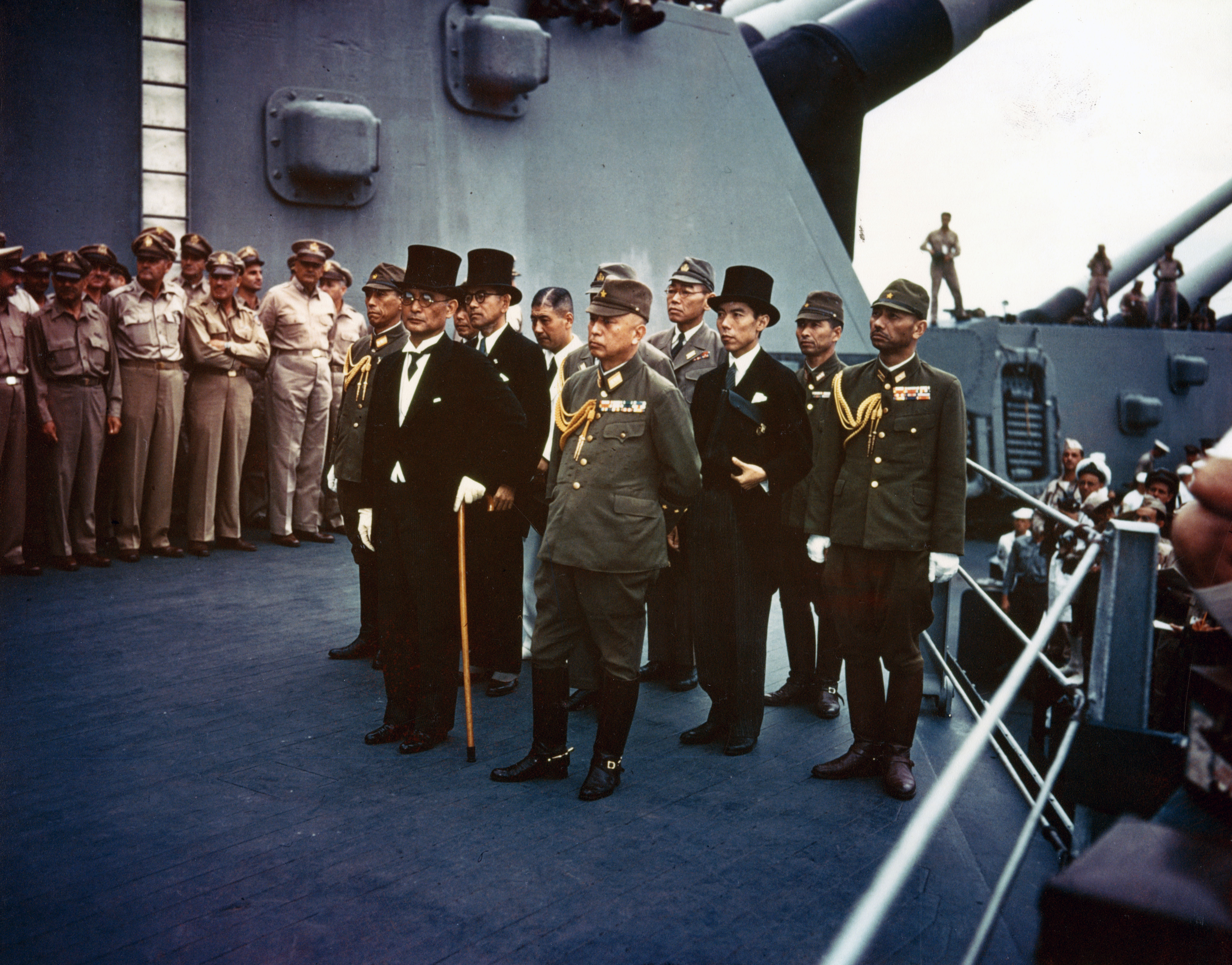
Reprezentanții Japoniei la bordul cuirasatului USS Missouri cu puțin timp înaintea semnării actului capitulării.

Pe 2 septembrie Japonia a capitulat oficial, semnând Actul capitulării Japoniei. Această dată a marcat momentul începerii ocupației militare a Japoniei. Generalul MacArthur trebuia, cel puțin din punct de vedere oficial, să țină seama de hotărârile unui consiliu consultativ, dar în schimb a acționat de unul singur în toată perioada în care a fost la post la Tokio. Prima sa grijă a fost stabilirea unei rețele de distribuire a alimentelor. Datorită colapsului structurilor guvernamentale și a distrugerilor provocate de război, Japonia era amenințată de foamete.

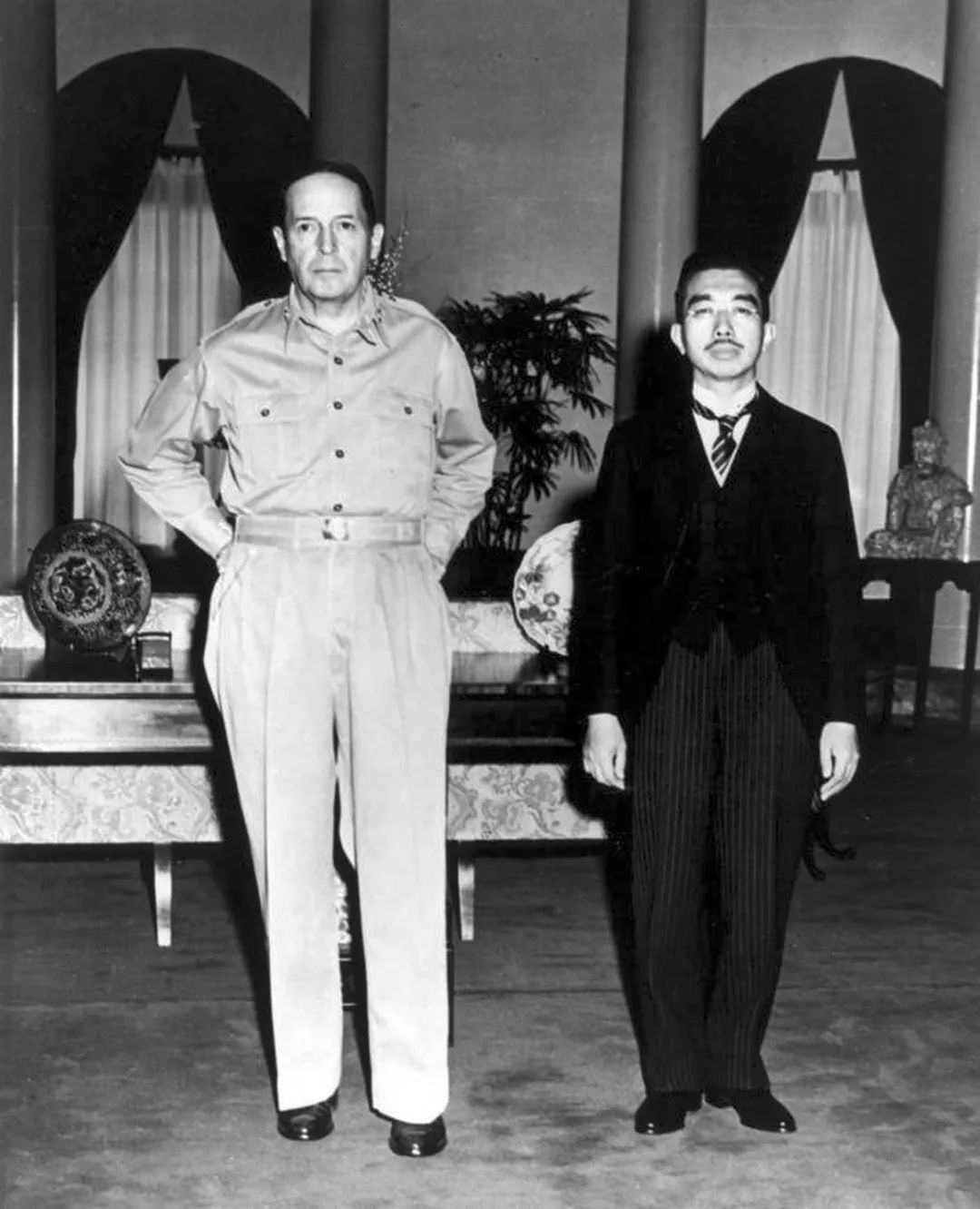
Douglas MacArthur și împăratul Hirohito

Odată ce a pus în funcțiune sus-numita rețea, care avea costuri de aproximativ un milion de dolari pe zi, MacArthur și-a stabilit ca sarcină obținerea sprijinului împăratului Hirohito. Cei doi lideri s-au întâlnit pentru prima oară pe 28 septembrie. Pentru foarte protocolarii japonezi a fost un șoc să-l vadă în fotografia oficială a întâlnirii pe MacArthur în uniforma standard a armatei americane, cea la care nu se purta haină și cravată, nu în uniforma de paradă. S-a emis ipoteza conform căreia aceasta a fost o acțiune deliberată, prin care generalul american dorea să sublinieze statutul împăratului în țara ocupată. Având sprijnul formal al împăratului, MacArthur avea toate pârghiile necesare ocupației. În timp ce unii dintre liderii politici sau militari aliați cereau judecarea lui Hirohito pentru crime de război, MacArthur a respins aceste cereri și a respins și pretențiile unora dintre membrii familiei imperiale, (prinții Mikasa și Higashikuni) sau a unor intelectuali influențui precum Tatsuji Miyoshi, care cereau abdicarea lui Hirohito, afirmând că punerea sub acuzare sau abdicarea împăratului ar fi fost foarte nepopulare în rândul japonezilor.
Până la sfârșitul anului 1945, în Japonia fuseseră cantonați peste 350.000 de soldați SUA. La începutul anului 1946, au început să sosească trupe de schimb, care au fost încadrate în rândurile Armatei a 8-a americană, aflată sub comanda lui MacArthur. Insula Kyūshū a fost ocupată de Divizia a 24-a de infanterie SUA, având ca zonă de responsabilitate și insula Shikoku. Insula Honshū a fost ocupată de Divizia I de cavalerie, iar Hokkaidō de Divizia a 11-a aeropurtată.

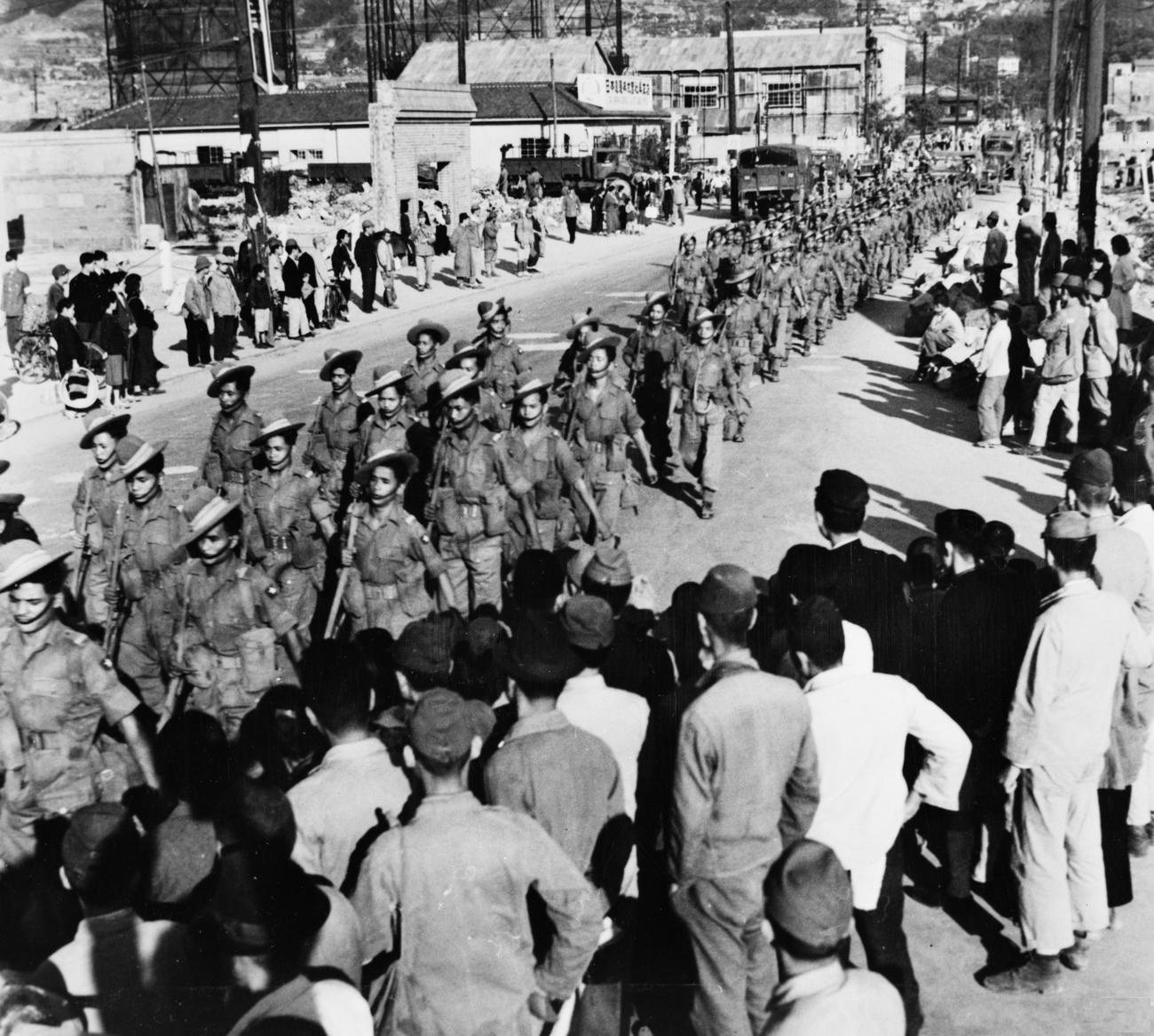
Balionul al 2-lea de pușcași „Gurkha”, mărșăluind prin Kure la scurtă vreme după sosirea lor în Japonia (mai 1946)

Până în iunie 1950, efectivele tuturor acestor armate suferiseră reduceri succesive importante. Când Coreea de Nord a invadat Coreea de Sud, elemente ale Diviziei a 24 au fost deplasate pe calea aerului în Coreea de Sud, dar militarii americani, fără experiență de luptă, care se achitaseră onorabil de sarcinile lor decurgând din statutul de trupe de ocupație, au suferit pe frontul coreean pierderi grele, fiind forțați să se retragă și să aștepte întăriri din Japonia.
Forțele de ocupație ale Commonwealthului Britanic (BCOF), formate din militari australieni, britanici, indieni și neo-zeelandezi, au sosit în Japonia pe 21 februarie 1946. În timp ce forțele americane erau responsabile pentru conducerea militară a întregii țări, BCOF era responsabilă pentru supravegherea demilitarizării și și dezafectării uzinelor militare. BCOF a fost de asemenea responsabilă pentru prefecturile vestice și își aveau cartierul general la Kure. În perioada cu cea mai numeroasă prezență a militarilor BCOF, au fost deplasați peste 40.000 de soldați în insule. Începând din 1947, efectivele militarilor BCOF au început să se reducă, pentru ca, în 1951, prezența lor să înceteze.

## Realizările ocupației

### Dezarmarea
Constituția postbelică, adoptată sub supravegherea aliaților, a inclus o „clauză a păcii” (Articolul 9 al Constituției Japoniei), prin care se renunța la război și se interzicea menținerea unei forțe militare. Această prevedere a fost gândită pentru a împiedica Japonia să redevină o putere militară agresivă. Totuși, după doar un deceniu, SUA au început să facă presiuni asupra guvernului japonez pentru reconstruirea forțelor armate nipone, care ar fi urmat să servească politicii de îngrădire a comunismului. Comunismul devenise o amenințare reală pentru societatea occidentală odată cu războaiele din China și din Coreea. Japonia a înființat Forțele de autoapărare japoneze. În mod tradițional, cheltuielile militare japoneze au fost limitate la 1% din PIB și, deși nu este vorba de o lege scrisă în acest domeniu, cheltuielile cu armata nu au variat foarte mult față de această cifră. Doar în ultimii ani, politicienii niponi, precum fostul prim-ministru Junichiro Koizumi, sau prim-ministrul Shinzo Abe, au încercat să modifice această tradiție și să mărească suma destinată armatei.

### Liberalizarea
Aliații au încercat să dezmembreze așa-numitele „Zaibatsu” („clicile economice”). Japonezii au rezistat acestor încercări prin formarea unor alianțe de mari companii economice – „ keiretsu”. Aliații au reușit să impună o reformă agrară. Peste 20.000 km² de terenuri agricole ale latifundiarilor au fost expropiate și au fost redistribuite țăranilor, care lucrau pe aceste pământuri.

### Democratizarea
În 1946, Dieta a ratificat noua Constituție, care a copiat cu mici excepții „modelul de lucru” pregătit de autoritățile de ocupație. Constituția a fost promulgată ca un amendament al vechii Constituții Meiji. Noua constituție garanta libertățile fundamentale și abolea clasa aristocraților și, poate cel mai important, îl transforma pe împărat într-un simbol al unității japoneze, îndepărtându-l de viața politică. Șintoismul a încetat să mai fie religie de stat, iar creștinismul a redevenit o religie practicată liber. Femeilor li s-a asigurat dreptul de vot. Alegerile din aprilie 1946 au adus la putere primul cabinet ales democratic, în frunte cu prim-ministrul Shigeru Yoshida.

### Reforma învățământului
În perioada interbelică și în timpul războiului, sistemul public de învățământ nipon era bazat pe sistemul german al „gimnaziilor” și „universităților” pentru pregătirea elevilor după școala primară. În timpul ocupației, sistemul educației secundare a fost schimbat adoptându-se sistemul american cu două trepte ale liceului cu două cicluri de trei ani, după școala primară. Dacă primii trei ani erau obligatorii, următorii trei au devenit opționali. De asemenea, a fost reformat sistemul învățământului superior japonez. Reformarea utilizării sistemului de scriere kanji, care fusese plănuită decenii la rând, dar care fusese blocată de elementele conservatoare, a fost încheiată în această perioadă. Sistemul de scriere japonez a fost reorganizat, rezultând sistemul Tōyō Kanji, predecesorul sistemului Jōyō Kanji folosit în zilele noastre, iar ortografia a fost modificată pentru a reflecta limba vorbită.

### Epurarea criminalilor de război
Odată cu ducerea la îndeplinire a tuturor reformelor mai-sus-amintite, au fost înființate mai multe tribunale militare-cel mai important fiind Tribunalul Militar Internațional pentru Orientul Îndepărtat- care au judecat diferite grupuri de criminali de război și au dat o serie de sentințe cu moartea și cu închisoarea. Mai multe persoane responsabile de crime de război, precum Tsuji Masanobu, Nobusuke Kishi, Yoshio Kodama sau Ryoichi Sasakawa, nu au fost niciodată judecați, de vreme ce însuși împăratul sau membrii familiei imperiale, sau membrii Unității 731 au fost exonerați de însuși MacArthur de acuzațiile de crime de război.
Mai înainte ca procesele pentru crime de război să înceapă, Comandantul Suprem al Forțelor Aliate și oficialii japonezi au conlucrat în spatele ușilor închise nu doar pentru a împiedica acuzarea membrilor familiei imperiale, dar și pentru denaturarea mărturiilor celor puși sub acuzație de așa natură încât împăratul să nu fie implicat în vreun fel.nc Oficiali din justiție și membrii guvernului japonez au colaborat cu liderii aliați pentru completarea unei liste a bănuiților de crime de război. Persoanele arestate și încarcerate, considerați suspecți din „clasa A”, au jurat solemn să-și protejeze suveranul împotriva oricărei acuzații de crime de război. Astfel, cu „luni mai înainte de începerea procesului la tribunalul din Tokio, cei mai importanți subordonați ai lui MacArthur lucrau pentru atribuirea responsabilității finale pentru Pearl Harbor lui Hideki Tōjō" Astfel, s-a permis „principalilor suspecți de crime să-și coordoneze poveștile astfel încât împăratul să fie scutit de punere sub acuzare”.

Pentru istoricul John W. Dower, 
| “ | Chiar și activiști japonezi pentru pace, care sunt de acord cu idealurile cartelor Nürembergului și Tokioului, și care au lucrat la un document despre atrocitățile japoneze și l-au și publicat, nu pot apără decizia americană de exonerare a împăratului de responsabilitățile războiului și mai apoi, în înghețul războiului rece, de eliberare și mai apoi de acceptare a criminalilor de război de dreapta precum ultimul prim-ministru Kishi Nobusuke. | ” |

 (Dower, idem, pag. 562)

## Politica
Aproape imediat după începerea ocupației, partidele politice au început să reapară. Organizațiile de stânga, precum Partidul Socialist Japonez și Partidul Comunist Japonez, s-au reînființat rapid, un proces asemănător având loc și în cazul partidelor conservatoare. Au repărut mai vechile partide Seiyukai și Rikken Minseito, rebotezate ca Partidul Liberal Japonez (Nihon Jiyuto), respectiv Particul Progresist Japonez (Nihon Shimpoto). Primele alegeri postbelice au avut loc în 1946, cu participarea pentru prima dată la procesul electoral a femeilor. Premier al Japoniei a devenit vicepreședintele Partidului Liberal Yoshida Shigeru (1878-1967). Pentru alegerile din 1947, forțele anti-Yoshida au părăsit Partidul Liberal și s-au alăturat Partidului Progresiv pentru a forma Partidul Democrat Japonez (Minshuto). Fracționarea dreptei a permis socialiștilor japonezi să aibă o majoritate care le-a permis formarea pentru un an a guvernului. După acest prim succes, popularitatea socialiștilor a intrat în declin. După o scurtă perioadă de guvernare a democraților, liberalii lui Yoshida a revenit la putere în 1948 – 1955. (Yoshida a fost înlocuit în 1954 în funcția de premier de Ichirō Hatoyama).

## Încetarea statutului de ocupație militară
În 1949 MacArthur a aprobat fără nicio discuție o hotărâre pentru modificarea structurii Comandamentului Suprem al Puterilor Aliate prin care era crescută puterea liderilor locali, atenția generalului (ca și a Casei Albe) îndreptându-se acum către Războiul din Coreea. Prin Tratatul de pace de la San Francisco, semnat pe 8 septembrie 1951, s-a consfințit încetarea stării de ocupație a Japoniei de către puterile aliate. Independența totală a Japoniei a fost restaurată în mod oficial pe 28 aprilie 1952. Japonia a redevenit stat independent, cu excepția insulei Okinawa, rămasă sub controlul american până în 1972, și a insulei Iwo Jima, rămasă sub controlul american până în 1968. În ciuda faptului că pe teritoriul nipon se mai află aproximativ 47.000 de militari americani, aceștia sunt acolo în mod oficial la invitația guvernului japonez, în conformitate cu termenii Tratatului de cooperare mutuală și securitate și nu sunt considerate forțe de ocupație.

## Urmări
Istoricul american John W . Dower afirma că, neluând în calcul corpul ofițeresc, epurarea presupușilor militariști și ultranaționaliști efectuată în timpul ocupației a avut un impact relativ redus asupra compoziției pe termen lung a personalului cu influență în sectoarele public și privat. Dacă la început epurările au permis unor activiști noi să intre în politică, această tendință a fost răsturnată de uriașul număr al politicienilor epurați oficial reîntorși în politică în deceniul al șaselea, atât la nivel local, cât și la nivel național. În cadrul birocrației, epurarea a fost neînsemnantă încă de la început. În sectorul economic, epurarea a avut un efect mediu, afectând mai puțin de 1.600 de indivizi din aproape patru sute de companii. După aprecierile istoricului american, coridoarele politicii postbelice nipone sunt înțesate cu oamenii cărora li s-au recunoscut talentele în timpul războiului, și ale căror talente sunt prețuite în cel mai înalt mod în „noua” Japonie.
Ocupația americană, și mai apoi prezența trupelor SUA în Japonia, au asigurat stabilitatea țării și transformarea ei într-una dintre cele mai de succes democrații.